# Ajuste ecológico

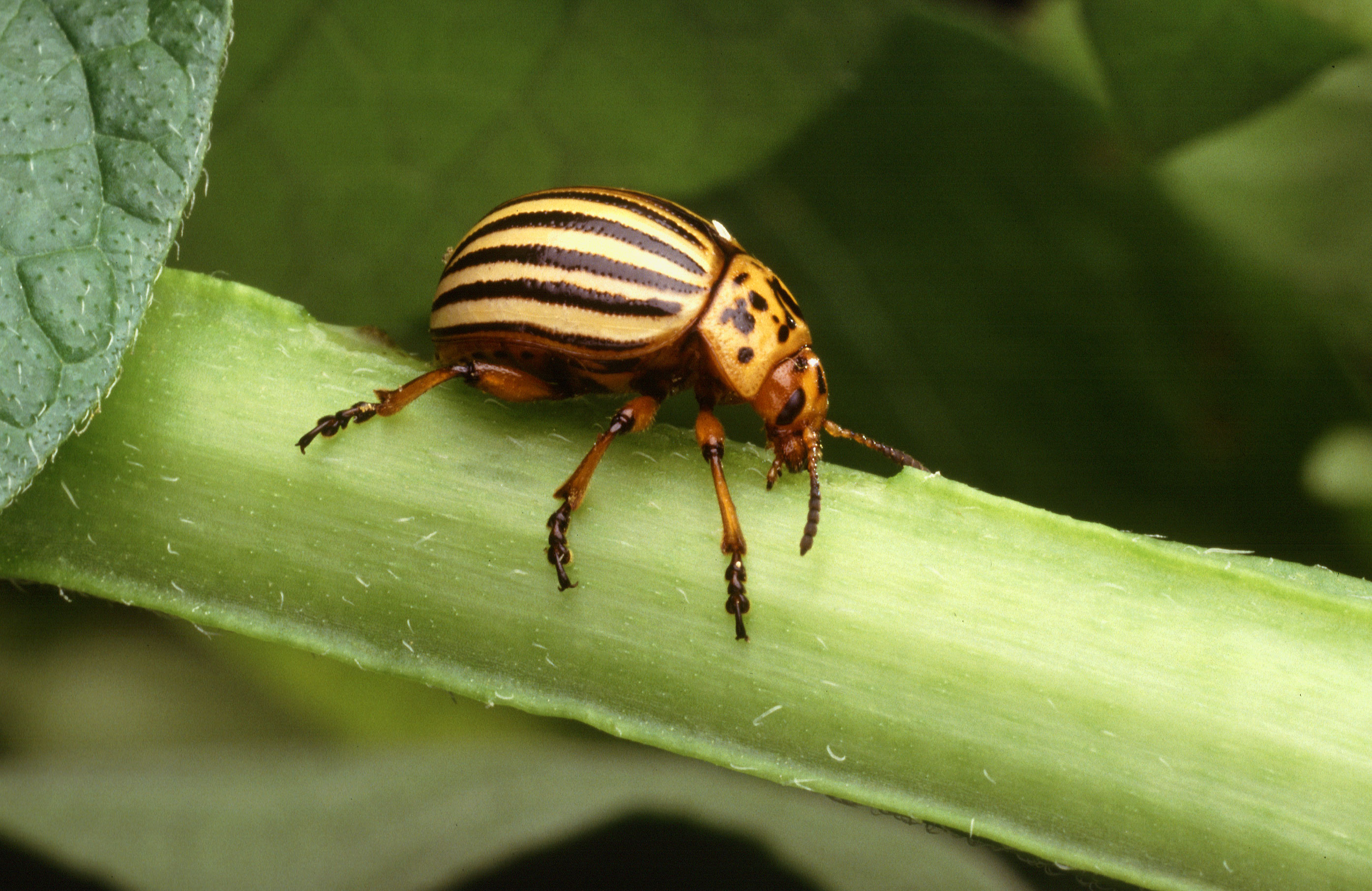
El escarabajo de la patata o Leptinotarsa decemlineata devora fácilmente Solanum tuberosum, una especie agrícola introducida que presenta similitudes con otras especies del género Solanum del que ya estaba adaptado, produciéndose como resultado un ajuste ecológico.

El ajuste ecológico de las especies es el proceso por el cual los organismos colonizan y persisten en entornos novedosos, utilizando recursos novedosos o formando asociaciones nuevas con otras especies como resultado del conjunto de rasgos que poseen antes del momento en que se encuentran con la condición de cambio. Puede entenderse como una situación en la que las interacciones de una especie con su entorno biótico y abiótico parecen indicar una historia de coevolución, cuando en realidad los rasgos relevantes evolucionaron en respuesta a un conjunto ajeno pero similar de condiciones bióticas y abióticas.
La forma más simple de ajuste ecológico es el seguimiento de recursos, en el cual un organismo continúa explotando los mismos recursos, pero en un nuevo entorno u hospedador. En este marco, el organismo ocupa un entorno operativo multidimensional definido por las condiciones en las que puede persistir, similar a la idea del nicho hutchinsoniano. Una especie puede colonizar nuevos entornos y / o formar nuevas relaciones interespecíficas, lo que puede llevar a una mala interpretación de la relación como coevolución, aunque el organismo no ha evolucionado a partir de las mismas, sino que continúa explotando los mismos recursos y características que ha tenido previamente.
La definición más estricta de ajuste ecológico requiere que una especie se encuentre con un entorno o huésped fuera de su entorno operativo original y obtenga un rol basado en rasgos desarrollados en entornos anteriores que ahora se cooptan en favor de su ajuste en la nueva circunstancia. Esta forma estricta de ajuste ecológico también puede expresarse como la colonización de nuevos hábitats o la formación de nuevas interacciones de especies.

## Origen del concepto
El ecologista evolutivo, Daniel Janzen, comenzó a explicar la idea de ajuste ecológico en 1980, al observar que muchos casos de interacciones ecológicas interpretadas como el resultado de coevoluciones no necesariamente correspondían a dicho fenómeno, de manera que alentó a los ecólogos a usar el término coevolución más estrictamente. Observó que los rasgos de defensa existentes en las plantas probablemente fueron producidos por la coevolución con herbívoros o parásitos que ya no estaban relacionados con aquellas plantas, pero que estos rasgos continuaban protegiendo a las plantas contra ataques de nuevas especies depredadoras.
Expandió esta idea en un artículo de 1985 escrito durante una visita al parque nacional Santa Rosa. Mientras estuvo allí, observó que casi todas las especies en el parque ocupaban grandes rangos geográficos y, a pesar de la heterogeneidad de los hábitats a través de estos rangos, los individuos eran casi idénticos en todos los lugares, lo que indicaba que había tenido lugar una baja adaptación local. Describió el patrón de historia de vida cíclica que creía responsable de este patrón: una especie comienza como una pequeña población que ocupa un área pequeña con poca variación genética, pero luego en el transcurso de unas pocas generaciones crece para ocupar una gran área, ya sea debido a la aparición de un genotipo exitoso en un rango más amplio, o debido a la eliminación de una barrera geográfica. Esta gran población interconectada está sujeta a una selección contradictoria de presiones, y, por lo tanto, permanece evolutivamente estable hasta que una perturbación separe las poblaciones, reiniciando el ciclo. Este patrón de historia de vida cíclica depende de tres premisas: [i] que el rango ancestral de la mayoría de las especies es más pequeño que las ocupadas actualmente, [ii] que las comunidades biológicas tienen fronteras porosas y, por lo tanto, están sujetas a invasión, y [iii] que las especies posean genotipos robustos que permitan colonizar nuevos hábitats sin evolución. Por lo tanto, muchas comunidades biológicas pueden estar formadas por organismos que, a pesar de sus complejas interacciones biológicas, tienen muy poca historia evolutiva entre sí.
El ajuste ecológico representó una visión contrastante frente a la hipótesis de la coevolución. La coevolución ocurre cuando cada especie en una relación impone una selección evolutiva sobre la otra. Los ejemplos podrían incluir mutualismos o sistemas depredador-presa. La visión tradicional de planta-insecto, huésped-parásito y otras especies estrechamente asociadas, explicada por (Ehrlich & Raven, 1964), define la coevolución como el mecanismo principal para estas asociaciones. No obstante, (Janzen, 1980) expresó su preocupación por lo que percibió como un uso excesivo de explicaciones coevolutivas para las asociaciones de especies actuales. Afirmó que sería difícil distinguir entre la coevolución y el ajuste ecológico, lo que llevaría a los ecólogos a explicaciones potencialmente erróneas de las asociaciones de especies actuales. Así, resulta difícil determinar si una relación cercana es el resultado de la coevolución o del ajuste ecológico porque el ajuste ecológico es un proceso de clasificación en el que solo se mantendrán las asociaciones que encajan o aumentan la aptitud biológica. Cuando se trata de determinar qué proceso funciona en una interacción particular, es importante recordar que las especies solo pueden entrar en contacto a través de la expansión biótica y el ajuste ecológico, seguido de adaptación o coevolución. Por lo tanto, ambos procesos son importantes para dar forma a las interacciones y las comunidades.

## Mecanismos
El ajuste ecológico puede ocurrir por una variedad de mecanismos y puede ayudar a explicar algunos fenómenos ecológicos. El seguimiento de recursos puede ayudar a explicar la paradoja del parásito: que los parásitos son especialistas con rangos ambientales limitados, lo que fomentaría la fidelidad al huésped, aunque los científicos observan con frecuencia en parásitos el cambio por huéspedes nuevos, tanto en el registro filogenético como en el tiempo ecológico. El ajuste ecológico puede explicar la frecuencia de este fenómeno: similar a la fase de expansión del ciclo de vida cíclico descrito por Janzen, una especie que sufre pulsos de taxón, por lo general en un momento de perturbación ecológica, amplía su gama de oportunidades, se dispersa y coloniza nuevas áreas. Para las asociaciones parásito-hospedador, insecto-planta o planta-polinizador, esta colonización es facilitada por el organismo que rastrea un recurso ancestral, y no por el rastreo de una especie en particular. La probabilidad de esto aumenta cuando el recurso rastreado está extendido, o cuando la especialización en un recurso determinado es un rasgo compartido entre especies distantemente relacionadas. Este seguimiento de recursos se ha demostrado tanto para los sistemas hospedadores de insectos como para los parásitos en los cuales las especies hermanas son capaces de sobrevivir en los huéspedes del otro, incluso si nunca estuvieron asociados en la naturaleza.
Cuando se opera bajo la definición más estricta de ajuste ecológico, en la cual rasgos deben ser eliminados para abordar un nuevo sistema, este fenómeno podría funcionar a través de varios mecanismos. [i] La plasticidad fenotípica, en la que un organismo cambia el fenotipo en respuesta a variables ambientales, permite a los individuos con genotipos ya existentes obtener aptitud en condiciones nuevas sin que se produzca una adaptación genómica. [ii] La evolución de rasgos correlacionados puede fomentar el ajuste ecológico cuando la selección directa de un rasgo causa un cambio correlacionado en otro, creando potencialmente un fenotipo que se adapta previamente a posibles condiciones futuras. [iii] La conservación filogenética puede retener de forma latente algunos rasgos genéticos de condiciones pasadas, por ejemplo, la exposición histórica a cierto huésped, que puede predisponer a una especie a su recolonización en el futuro, o cuando rasgos fijos o de tendencia estable, como el tamaño del cuerpo, pueden llevar a interacciones bióticas en entornos diferentes, facilitando el ajuste ecológico.

## Ejemplos

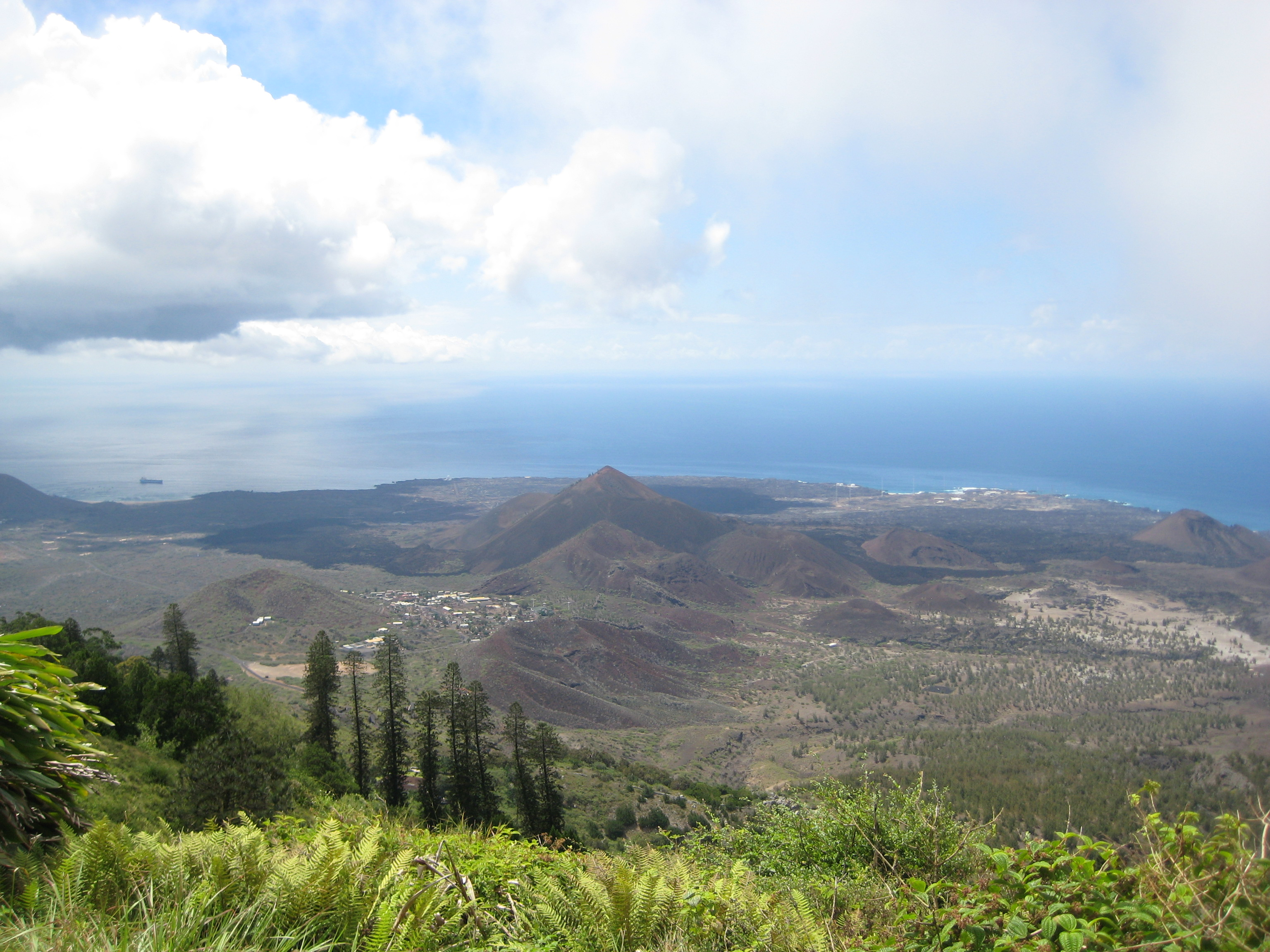
Isla Ascensión, es un ejemplo de cómo especies de plantas no relacionadas y no asociadas previamente pueden formar un ecosistema funcional sin una historia evolutiva compartida, sino valiéndose de ajustes ecológicos entre ellas.

Los estudios de especies introducidas pueden proporcionar algunas de las mejores pruebas de ajuste ecológico, porque las invasiones de especies representan experimentos naturales que prueban cómo una nueva especie se adapta a una comunidad biológica. La ecología de especies invasivas nos enseña que los cambios en el rango geográfico pueden ocurrir rápidamente, como lo requiere el modelo de (Janzen, 1985) para el ajuste ecológico, y el ajuste ecológico proporciona un mecanismo importante por el cual las nuevas especies pueden encajar en una comunidad existente sin adaptación. Estos experimentos naturales a menudo han demostrado que las comunidades dominadas por especies invasoras, como las de la Isla Ascensión, pueden ser tan diversas y complejas como las comunidades nativas. Además, los estudios filogenéticos muestran evidencia de ajuste ecológico cuando los linajes de las especies asociadas no se correlacionan a lo largo del tiempo evolutivo; es decir, si el hospedador-parásito u otras interacciones están tan estrechamente relacionadas como se creía anteriormente, los parásitos no deberían cambiarse a hospedadores no relacionados. Este tipo de cambio de huésped se ha demostrado en muchas ocasiones: en las relaciones insecto-planta donde la oligofagia en las langostas se manifiesta en plantas relacionadas a distancia, relaciones planta-dispersador entre aves mediterráneas, relación planta-polinizador entre colibríes y las flores de Heliconia, y para asociaciones de parásitos y huéspedes que van desde platelmintos en ranas, hasta gusanos parásitos en primates, o en truchas. Otro estudio examinó el tiempo requerido para que la caña de azúcar, Saccharum officinarum, acumule diversas comunidades de plagas de artrópodos. Se determinó que el tiempo no influyó en la riqueza de especies de plagas, lo que indica que las asociaciones huésped-parásito se estaban formando en el tiempo ecológico, y no en el tiempo evolutivo.
El bosque nuboso hecho por el hombre en Isla Ascensión, representa un ejemplo de cómo especies de plantas no relacionadas y no asociadas pueden formar un ecosistema funcional sin una historia evolutiva compartida. Los relatos de la isla en el siglo XIX, incluido el de Charles Darwin en su expedición a bordo del HMS Beagle, describieron a la isla rocosa como indigente y desnuda. Las plantas fueron traídas a la isla por los colonos, pero el cambio más importante ocurrió en 1843 con la terraformación de Green Mountain por el botánico Joseph Dalton Hooker, quien recomendó plantar árboles en las laderas. Las plantas se enviaban regularmente desde Inglaterra hasta que, en la década de 1920, la montaña era verde, y podía describirse como un bosque nuboso en funcionamiento. Aunque algunas de las especies probablemente se introdujeron juntas debido a sus relaciones coevolutivas, el mecanismo abrumador que gobierna las relaciones es claramente de ajuste ecológico. El sistema ha cambiado dramáticamente e incluso proporciona servicios ecosistémicos como la captación de carbono, todo como resultado de la adaptación ecológica. Este efecto resulta ser importante a la luz del cambio climático y sus cambios medioambientales drásticos, por dos razones: la adaptación ecológica es un mecanismo relevante para la reconstrucción de comunidades en el tiempo ecológico, y muestra que los sistemas hechos por el hombre podrían ser integrales en la mitigación del cambio climático.

## Aplicaciones teóricas

### Patrones de diversidad
El ajuste ecológico puede influir en la diversidad de las especies, ya sea promoviendo la diversificación a través de la deriva genética, o manteniendo la estasis evolutiva a través del flujo de genes. La investigación ha demostrado que el ajuste ecológico puede dar lugar a conjuntos de parásitos que son tan diversos como los creados a lo largo del tiempo evolutivo, lo que indica la importancia de los factores ecológicos para la biodiversidad. La adaptación ecológica puede contribuir a tres tipos de transición evolutiva. [i] El primero es el ajuste ecológico simple, en el cual los organismos rastrean los recursos para formar nuevas interacciones de especies, y aumentar su aptitud física en condiciones novedosas. [ii] El segundo es el cambio de una ecología ancestral a una ecología derivada, donde los rasgos eliminan su propósito original para aumentar su aptitud física en otros propósitos. Finalmente, una forma más dramática involucra [iii] la creación de nuevas escenarios evolutivos, que requieren cambios morfológicos o ecológicos para mejorar la aptitud física bajo nuevos contextos. Cualquiera de estos procesos puede promover la especiación o la diversificación en las circunstancias adecuadas. Cada forma de ajuste ecológico puede fomentar la especiación sólo si la población está suficientemente aislada de otras poblaciones como para evitar el flujo de genes.
Las plantas huésped u otras relaciones especializadas han sido consideradas previamente como un callejón sin salida evolutivo, porque parecen limitar la diversidad, pero en realidad pueden promoverla de acuerdo con la teoría coevolutiva. Los insectos que se alimentan de las plantas inducen a estas a desarrollar nuevos mecanismos de defensa, lo que los libera de la herbivoría. En esta escena evolutiva, los clados de las plantas pueden experimentar radiación evolutiva, en la que la diversificación del clado se produce rápidamente debido al cambio adaptativo. Los insectos herbívoros pueden finalmente tener éxito en adaptarse a las defensas de las plantas, y también serían capaces de diversificarse, en ausencia de la competencia de otros insectos herbívoros. Por lo tanto, las asociaciones de especies pueden llevar a una rápida diversificación de ambos linajes y contribuir a la diversidad general de la comunidad.
El ajuste ecológico también puede mantener a las poblaciones en estasis, influyendo en la diversidad al limitarla. Si las poblaciones están bien conectadas a través del flujo de genes, la adaptación local puede no ocurrir, lo que se conoce como flujo de genes antagonistas, o la población bien conectada podría evolucionar en conjunto sin que se produzca especiación. La teoría del mosaico geográfico de la coevolución puede ayudar a explicar esto: sugiere que la coevolución o la especiación de una especie se produce en una amplia escala geográfica, en lugar de a nivel de poblaciones, de modo que las poblaciones que experimentan una selección para un rasgo particular afectan las frecuencias genéticas en toda la región geográfica debido al flujo de genes. Las poblaciones de una especie interactúan con diferentes especies en diferentes partes de su área de distribución, por lo que las poblaciones pueden experimentar un pequeño subconjunto de interacciones a las que se adapta la especie en su conjunto. Esto se basa en tres premisas: hay un mosaico de interacción ambiental y biótica que afecta la aptitud física en diferentes áreas, hay ciertas áreas donde las especies están más involucradas que otras, y existe una mezcla de frecuencias alélicas y rasgos entre las regiones para crear poblaciones más homogéneas. Por lo tanto, dependiendo de la conectividad de las poblaciones y la fuerza de la presión de selección en diferentes ámbitos, una población generalizada puede coevolucionar con otras especies, o las poblaciones individuales pueden especializarse, lo que podría resultar en una diversificación.

### Ensamble comunitario
El ajuste ecológico puede aportar al entendimiento de las asociaciones de especies y de los ensambles de comunidades, así como la ecología de especies invasoras. Es otro mecanismo, además de la coevolución y la evolución in situ, que puede explicar la creación y el mantenimiento de asociaciones de especies dentro de una comunidad. También, el fenómeno de la adaptación ecológica ayuda a sopesar mejor algunos debates al respecto de la ecología de comunidades. La escuela clementisiana de ecología comunitaria, basada en el trabajo de Frederic Clements, un ecologista de plantas que estudió las sucesiones ecológicas, sostiene que las comunidades se construyen mediante procesos deterministas que reúnen un superorganismo de las especies individuales presentes. Con la remoción o intercambio de una especie, la comunidad sería inestable. Por otro lado, el modelo gleasoniano, promovido por Henry Gleason, que también era un ecologista de plantas que estudiaba las sucesiones ecológicas, es más individualista y enfatiza el papel de los procesos aleatorios, como la dispersión en los ensambles comunitarios. La visión clementsiana enfatizaría la coevolución y la estricta fidelidad de nicho como un factor importante en la estructuración de comunidades, también conocida como la perspectiva de ensamblaje por nicho, mientras que la visión de Gleason o ensamblaje por dispersión enfatiza los procesos históricos y neutrales, incluida la adaptación ecológica. Algunas de las interrogantes sobre el tipo de modelo seguido son aplicables a cada caso en específico, y pueden responderse a través de estudios filogenéticos, que pueden determinar cuándo surgieron ciertos rasgos y, por lo tanto, si las interacciones de las especies y el ensamble de la comunidad se produce principalmente mediante coevolución o mediante dispersión y ajuste ecológico. En términos generales, existe apoyo para cada teoría, lo que indica que cada uno tiene un papel variado que desempeñar, según la particularidades de cada comunidad y sus factores históricos.

### Enfermedades infecciosas emergentes
Un campo de reciente importancia para la aplicación del ajuste ecológico es el de las enfermedades infecciosas emergentes: las enfermedades infecciosas que han surgido o aumentado la incidencia en los últimos 20 años, como resultado de la evolución, la expansión de su rango de dispersión o los cambios ecológicos. El cambio climático representa una perturbación ecológica que induce cambios del rango ecológico y fenológicos en muchas especies, lo que puede fomentar la transmisión de parásitos y el cambio de huésped sin que ocurra ningún cambio evolutivo. Cuando especies parásitas comienzan a infectar especies huéspedes con las que no estaban asociadas anteriormente, puede inferirse el resultado de un ajuste ecológico. Incluso los organismos con ciclos de vida complejos pueden cambiar de hospedador siempre que el recurso requerido por cada etapa de su vida se mantenga filogenéticamente, y esté geográficamente extendido, lo que significa que es difícil de predecir su empuje según la complejidad de su ciclo de vida u otros factores externos. Esto se ha utilizado para explicar la misteriosa aparición del tremátodo Haematoloechus floedae, propia de ranas toro o Lithobates catesbeianus, a ranas leopardo o Lithobates pipiens de Costa Rica, aunque no existen ranas toro en dicho país. Cuando la enfermedad infecciosa emergente es el resultado de un ajuste ecológico, y la especificidad del hospedador es floja, es probable que se produzcan cambios recurrentes en el huésped, por lo que se hace necesaria la difícil tarea de construir un marco predictivo para su manejo en estos casos.